# Lepton
Leptoner er en type af fundamentale elementarpartikler inden for fysikken. Sammen med kvarkerne udgør de naturens grundlæggende byggesten ifølge standardmodellen.
Leptoner påvirkes ikke af den stærke vekselvirkning men altid af den svage og gravitation. De elektrisk ladede leptoner vekselvirker også med elektromagnetisme.
Der findes i alt seks forskellige leptoner fordelt på tre generationer (også kaldet familier). I hver generation er der én ladet lepton med ladningen -e hvor e er elementarladningen, samt én uladet lepton kaldet en neutrino.
Tabel over leptoner:
|                   | ladet lepton | neutrino            |
| første generation | e- elektron  | νe elektronneutrino |
| anden generation  | μ- myon      | νμ myonneutrino     |
| tredje generation | τ- tauon     | ντ tauonneutrino    |

Hver lepton har en antipartikel. Af historiske grunde kaldes antielektronen ofte positronen.